# Національний інститут архітектури та містобудування
Національний інститут архітектури та містобудування (пол. Narodowy Instytut Architektury i Urbanistyki, NIAiU) — державна культурна установа Польщі, заснована 21 листопада 2017 року за ініціативи міністра культури та національної спадщини Пйотра Глінського. Основна діяльність Інституту охоплює дослідження в галузі архітектури, містобудування та просторового планування, популяризацію знань у цих сферах, збереження культурних цінностей, а також проведення освітніх, виставкових, рекламних і видавничих заходів.

## Історія
Інститут було створено як відповідь на потребу у системному підході до формування архітектурної культури та освіти в Польщі. Його заснування стало реакцією на кризу міського простору, що негативно впливає на якість життя громадян. Головною метою NIAiU є поширення знань про значення архітектури, підвищення обізнаності суспільства щодо важливості якісного просторового середовища.
Першим і нинішнім директором Інституту є польський архітектор Болеслав Стельмах.

## Діяльність
Інститут функціонує як освітньо-культурна платформа, яка реалізує свою місію через:
- проведення виставок, лекцій, дискусій і семінарів;
- підтримку архітектурної критики;
- публікацію наукової та популярної літератури;
- створення та поширення матеріалів з історії польської архітектури та містобудування;
- документування та архівування здобутків польських архітекторів.

## Освіта
У галузі освіти NIAiU розробляє програми для дітей, молоді та дорослих. У межах цього напряму створено команду Універсальної архітектурної освіти, яка працює над запровадженням системного підходу до архітектурної освіти в школах. Одним із прикладів проєктів є онлайн-платформа ADE (Architektura Dla Edukacji), спрямована на підтримку викладання просторової культури.

## Премія NIAiU
Інститут щорічно організовує Премію NIAiU — міждисциплінарний конкурс для магістрів різних галузей на найкращу дипломну роботу, присвячену темі спільного простору. Премія присуджується у двох категоріях: теоретичній та практичній (проєктній).

## Наукова діяльність
NIAiU бере участь у наукових дослідженнях, організовує конференції та семінари, а також формує та надає доступ до архівних матеріалів, що стосуються історії та сучасності архітектури й урбаністики в Польщі.